# سايكو تشيبا
سايكو تشيبا (千葉紗子 تشيبا سايكو) هي مطربة ومؤدية أصوات يابانية ولدت في 26 أغسطس 1977 في هاتشينوه، آوموري.

## أدوارها في الأنمي

### مسلسلات أنمي تلفزيونية
- سبايدر رايدرز - كورونا
- كود جياس لولوش المتمرد - نينا آينشتاين، ناغيسا تشيبا
- كود جياس لولوش المتمرد R2 - نينا آينشتاين، ناغيسا تشيبا
- AVENGER - ميبل
- دي جرايمان - ليزا
- شوغو كارا! - ناديشيكو فوجيساكي
- أولينسيس الفضي - ماريكا
- المقيم الأبدي - رين
- بيردي الخارقة ديكود - بيردي سيفون ألتيرا
- بيردي الخارقة ديكود:02 - بيردي سيفون ألتيرا
- تسوباسا كرونيكل - أوروها
- MADLAX - كيارا
- أمير التنس - كورومي إيجوين
- ديول ماسترز - سايوكي
- شيكاباني هيمي: أكا - ريكا أراغامي
- شيكاباني هيمي: كورو - ريكا أراغامي
- الإبن المتجول - تشيزورو ساراشينا
- روزاريو + فامباير - روبي توجو
- روزاريو + فامباير CAPU2 - روبي توجو
- هيت غاي جاي - كيوكو ميلشان
- أسطورة الأبطال الأسطوريين - والدة سيون أستال
- جان x سورد - بريسيلا
- سترايك ويتشز - ميو ساكاموتو
- نودامي كانتابيلي - رينا إيشيكاوا
- ماي هيمي - ناتسكي كوغا

### أوفا أنمي
- تسوباسا طوكيو ريفيليشن - ساتسكي
- .hack//Liminality - يوكي أيهارا

## أدوارها في ألعاب الفيديو
- تيلز أوف فيسبيريا - نان
- تيلز أوف هارتس - بيريل بينيتو

## وصلات خارجية
- سايكو تشيبا على موقع IMDb (الإنجليزية)
- سايكو تشيبا على موقع ميوزك برينز (الإنجليزية)
- سايكو تشيبا على موقع قاعدة بيانات الفيلم (الإنجليزية)
- سايكو تشيبا على موقع ANN person (الإنجليزية)